# (37519) Amphios
(37519) Amphios, désignation internationale (37519) Amphios, est un astéroïde troyen jovien.

## Description
(37519) Amphios est un astéroïde troyen jovien, camp troyen, c'est-à-dire situé au point de Lagrange L5 du système Soleil-Jupiter. Il présente une orbite caractérisée par un demi-grand axe de 5,204 UA, une excentricité de 0,006 et une inclinaison de 25,5° par rapport à l'écliptique.
Il est nommé en référence au personnage de la mythologie grecque Amphios, acteur du conflit légendaire de la guerre de Troie.

## Compléments